# Agathe Calvie
Agathe Calvie est une footballeuse française née le 15 juillet 1982 à Montpellier. Elle évolue au poste de milieu de terrain de la fin des années 1990 au début des années 2000.
Formé au Montpellier Le Crès, elle joue au Montpellier HSC puis au Rodez jusqu'en 2012. Elle a joué dans l'équipe de France de football des moins de 21 ans.
Elle pratique également le jorkyball sous les couleurs du MHSC et remporte le doublé-coupe championnat en 2013 et 2014. Elle gagne en 2015 la Coupe d'Europe des nations

## Carrière
- 1990-1995 : ESSR Combaillaux
- 1999-2001 : Montpellier Le Crès
- 2001-2008 : Montpellier HSC
- 2008-2012 : Rodez AF

## Palmarès
- Championne de France en 2004 et en 2005 avec Montpellier HSC
- Vainqueur du Challenge de France féminin en 2006 et en 2007 avec Montpellier HSC
- Finaliste du Challenge de France féminin en 2003 avec Montpellier HSC
- Demi-finaliste de la Coupe UEFA féminine 2005-2006 avec Montpellier HSC